# میکل‌آنجلو آنتونیونی
میکل‌آنجلو آنتونیونی (به ایتالیایی: Michelangelo Antonioni) (زاده ۲۹ سپتامبر ۱۹۱۲ – درگذشته ۳۰ ژوئیه ۲۰۰۷) فیلم‌نامه‌نویس و کارگردان ایتالیایی بود.

## زندگی و کارنامه

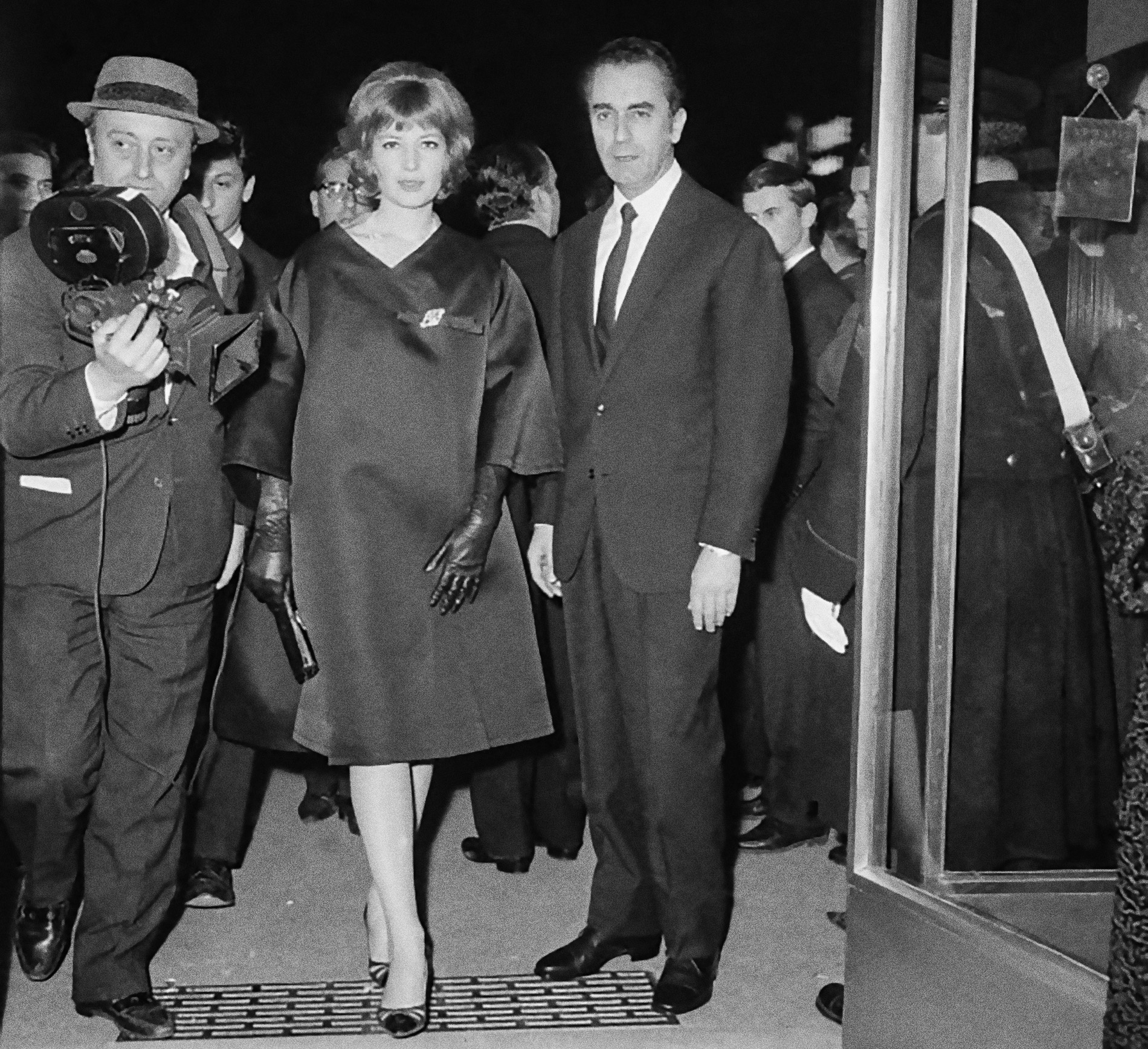
مونیکا ویتی و میکل‌آنجلو آنتونیونی در ورودی مراسم روبان نقره‌ای ۱۹۶۲

میکل‌آنجلو آنتونیونی در بیست و نهم سپتامبر سال ۱۹۱۲ (۷ مهر ۱۲۹۱) در خانواده‌ای توانگر از زمین داران «فرارا» در ساحل غربی ایتالیا زاده شد.
فرارا شهریست در مرز میان "امیلیا" و "ونیز" که به‌گفتهٔ آنتونیونی " شهر کوچکی است در دشت "پادووا" باستانی و خاموش" بنا به یادمان‌های خانواده اش در نزدیک‌های ده سالگی او آدمک نگاره می‌زد و برای شان جایگاه بازی می‌ساخت. در نوجوانی به نگاره‌گری پرداخت و گرایش به چهره‌گری را بیشتر از چشم‌اندازسازی نشان می‌داد.
آنتونیونی در ۲۳ سالگی دانشنامهٔ خودرا در رشتهٔ اقتصاد و بازرگانی از «دانشگاه بولونیا» دریافت کرد. اگرچه در هنگام دانشجویی اش بود که نوشتن داستان و نمایشنامه را آغاز کرد و برخی از آن‌ها را نیز به پرده آورده و کارگردانی نمود. او در دانشگاه یکی از پایه‌گذاران گروه نمایش و قهرمان بازی تنیس بود. همچنین او برای گاهنامه‌های شهرش بازنگری‌های خرده گیرانه از فیلم‌های آمریکایی و ایتالیایی می‌نوشت و اندکی از آن پس برآن شد تا که خود به فیلمسازی بپردازد.
برای نخستین کارش او می‌خواست فیلم گواهاکی از زندگی بیماران روانی بسازد " نخستین باری که با دوربین فیلمبرداری (۱۶ میلی‌متری بل اند هاول Bell & Howell) نگریستم در آسایشگاه بیماران روانی بود.". در آغاز بیماران به او در بپا ساختن افزارها و دوربین‌های فیلم یاری دادند "ما دوربین‌ها و چراغها را بپا داشتیم و دیوانگان در جاهاشان در پیرامون اتاق به آوردهٔ فیلم‌نامه به سامان ایستادند. آن‌ها از دستورهای ما به فروتنی فرمان می‌بردند و بسیار نگاهبان بودند تا که نادرست و ناپسند نباشند. رفتارشان بسیار دل‌انگیز می‌نمود و من خرسند بودم که همه چیز خوب پیش می‌رود" اما همینکه آنتونیونی چراغ‌های پُردرخشش را روشن نمود بیماران به آشوب آمدند؛ و "چهره‌هاشان که تا آنگاه آرام می‌نمود بناگاه برافروخته و آسیمه گردید. و سپس نوبت به ما شد که هراسان شویم. دوربین گارمان حتی توان آن نداشت که دوربین را از کار بدارد و خاموش کند و من نه در خود این توان می‌دیدم که بتوانم دستوری دهم؛ و به فرجام این رانشگار آسایشگاه بود که فریاد سر داد که " بس است. چراغ‌ها را خاموش کنید." و در اتاقی نیمه تاریک، ما انبوه تنهای به هم پیچیده‌ای را می‌دیدیم که گویی در شکنج مرگ گریبان گیرند". و از این بود آنتونیونی بر آن یازید تا که از فیلم‌سازی دست بشوید.
در ۱۹۴۰، او به رم رهسپار شد تا به آوند دستیار "کنت ویتوری چینی" Count Vittori Cini به کار پردازد. این کار به درازا نکشید و چندی ازآن پس او به کارمندی بانک و پس از آن برای کار به روزنامهٔ سینمایی Il Corriere Padano پیوست که ویراستار آن ویتوریو موسولینی پسر رهبر فاشیست ایتالیا بنیتو موسولینی بود. خرده‌گیری‌های سخت و تند او از فیلم‌های ایتالیایی آن روزگار به پدیداری نشان از ستیزه‌گری او داشتند در رویارویی با نهاد فاشیسم، که در این چرخه پشتوانهٔ ساختن آن فیلم‌ها را فراهم می‌نمود، و از این روی بود که نبشته‌های او را همیشه بریده و درمی دریدند؛ و در ین گاهان بود که او دوباره به فیلم‌سازی گرایش گرفت؛ و در "بنیاد فیلمسازی آزمونی" Institute of Experimental Filmmaking به آموختن ارته‌های فیلم پرداخت؛ و در این هنگام بود که او به نوشتن چند فیلم‌نامه پرداخت که یکی از آن‌ها "خلبانی بازمی‌گردد " بود که آن را با یاری کارگردان نو خاسته‌ای در آن چرخه روبرتو روسلینی نوشت.
در ۱۹۴۳ او به «فرارا» بازگشت و بازرگانی همشهری را پیدا نمود که پذیرا گشت تا که برای نخستین فیلم او سرمایه بگذارد. این فیلمی گواهاک مستندی بود از زندگی پر ستوه ماهیگیران همسایه به نام «مردمان درهٔ پو». اگرچه نیروهای فراگرفت آلمانی بخش‌های درازی ازین فیلم را از میان بردند ولی خوشبختانه بخشی به درازای ۹ دقیقه از آن به جای ماند که به آوند پیش پرده‌ای برای فیلم «جادو شده» Spellbound آلفرد هیچکاک در جشنوارهٔ ۱۹۴۷ فیلم ونیز نشان داده شد.
پس از جنگ دوم جهانی آنتونیونی بار دیگر به نوشتن بازکاوی فیلم و ساختن فیلم‌های کوتاه گواهاک، مانند فیلمی از زندگی سپوران رم، پرداخت. او همچنین فیلمنامه‌هایی برای دیگر فیلمسازان همچون فیلمنامهٔ «شیخ سپید» با بازی آلبرتو سوردی را برای فدریکو فلینی نوشت.

### فیلم‌های نخستین در دههٔ ۱۹۵۰
نخستین فیلم بلند داستانی آنتونیونی «وقایع نگاری یک عشق» بر پایهٔ داستانی از جیمز ام کین به نام «پستچی همیشه دوبار زنگ می‌زند» بود که در ۱۹۵۰ به پرده آمد و برندهٔ جایزهٔ بزرگ میان میهن‌ها از جشنوارهٔ «پونتا دل است» Punta del Este در ۱۹۵۱ گردید. در آغاز خرده گیران این فیلم را ناوفاداری کارگردانی از رده‌های میانی به نوشدایی نئورئالیسم دریافتند. این فیلم زندگی کارخانه دار توانگری را بازمی‌گوید که کارآگاهی را به کار می‌گمارد تا از زندگی پنهانی همسرش پرده بردارد. کارگردان با به‌کارگیری انگارهٔ ساختمان‌ها می‌کوشد تا از جهان درونی قهرمان‌های داستان بازتابی فراآرد.
پس از آن در ۱۹۵۲ او فیلم «شکست خوردگان» را ساخت که از سوی بنیادی کاتولیک سرمایه‌گذاری شده بود تا که نادرستخویی جوانان اروپا را در روزگار پس از جنگ دوم جهانی نشان دهد. این فیلم در سه بخش بزهکاری جوانان را در پاریس، لندن و رم نشان می‌دهد. هرچند آنتونیونی فیلم را بهانه‌ای می‌کند تا یک گواهاک بس کارشده را به آزمونی شیوه مند بگردانداز پدیدهٔ بیزاری و ازخودبیگانگی جوانان. سپس در ۱۹۵۳ «بانویی بدون گل‌های کاملیا» را ساخت که یکی از کارهای به ناروا فراموش شدهٔ اوست که با نگاهی خشمگین از سینمای ایتالیا خرده‌گیری می‌کرد؛ و از این روی بود که سوفیا لورن و جینا لولو بریجیدا به نگرانی از برانگیختن کین دست‌اندرکاران نیرومند سینما از بازی در آن سرباز زدند. این فیلم داستان «کلارا» دختر زیبای فروشنده‌ای ست که «ارکوله» فرا آوردکنندهٔ فیلم او را می‌یابد و «کلارا» یک شبه ره پرنامی می‌گیرد. «ارکوله» که از تنگ‌چشمی به دلاویزان بسیار «کلارا» او را به همسری می‌گیرد سرانجام مایهٔ در خود شکستگی این هنرپیشهٔ جوان می‌شود.
در ۱۹۵۴ زندگی زناشویی ۱۲ سالهٔ آنتونیونی با همسرش «لتیزیا بالبونی» به جدایی پایان گرفت و چندی ازآن پس لتیزیا درین باره بیاد آورد که «ما در خاموشی می‌زیستیم؛ و به آژده‌ای رسیده بودیم که پیاممان را تنها با کمک کسگانه‌های آفریدهٔ او می‌توانستیم به یکدیگر برسانیم و او در بارهٔ پرورش کسگانه‌هایش از من راهنمایی می‌جست. او تنها یک راه را برای خودآشکاری می‌شناخت و آن به کمک‌کارهایش بود. روش آنتونیونی آنست که بگذارد تا بازیکنانش آشفتگی‌های درونی او را در فیلم‌هایش زندگی کنند. او به یاری این جایگزینان تنش‌های درونی خویش را زندگی می‌کند.» آنتونیونی پس از این به اندوهناکی ژرفا فرو شد و بی خوابیش فزونی گرفت؛ و چه بسا که تا دمدمه‌های پگاهان به نبشتن فیلم‌نامه می‌پرداخت.
در ۱۹۵۵ هنگامی که آنتونیونی به فرازای درون آشفتگی خویش رسیده بود توانست تا به نخستین پیروزی هنریش دست یابد. فیلم «رفیقه‌ها» ی او که برندهٔ جایزه شیر نقره‌ای جشنواره ونیز شد داستان زندگی پوچ و بی شیدایی گروهی از زنان ردهٔ میانی شهر «تورین» را بازمی‌نمایاند. شیوهٔ چند لایهٔ بررسی آنتونیونی از نگرانی هاو دل پریشانی‌های زنان تا به امروزه و همواره ازین پس یکی از ارجمندترین برداشت‌های سینمایی شناخته شده و خواهد شد. با این فیلم بود که او آزمودن روش درآوری ابتکار در صحنه را آغاز نمود. «تنها درآن هنگام که من چشمم را به سوراخ دوربین می‌فشرم و بازیکنان را به بازی آغاز می‌دارم است که انگاشت برازای صحنه رادر می‌یابم» او این روش را در فیلم پرآوازهٔ ۱۹۵۷ خود «فریاد» دنبال کرد. این فیلم داستان کارگری از سرنشینان درهٔ پو است که همسرش او را رها می‌کند. بیچارگی درونی و تنهایی این کسگانه در چشم‌اندازی تهی از زیستایی و به‌خودواگذاشته بازتاب خویش را می‌یابد؛ و این به‌کارگیری از چشم‌اندازها بود که از آن پس نماد کارهای آنتونیونی گردید. این فیلم پل پیوند دهی میان کارهای نخستین و شاهکارهای آینده او بود

### آغاز سینمای ویژهٔ آنتونیونی و فیلم‌های سه‌گانهٔ دههٔ ۱۹۶۰
در هنگام صداگذاری به "فریاد" بود که آنتونیونی با "مونیکا ویتی" ستارهٔ آیندهٔ فیلم‌هایش آشنا شد و به او دل بست. برای دو سال بود که آنتونیونی نمی‌توانست تهیه‌کننده‌ای برای فیلم‌هایش بیابد تاکه سر انجام در سال ۱۹۵۹ سرمایه‌گذاری را برای فیلم جدید خود "ماجرا" پیدا نمود. اما پیش از آنکه ساختن "ماجرا به پایان رسد این فیلم به آستانهٔ ازمیان رفتن رسید چراکه سرمایه‌گذار بی‌پول و پلای آن از پشتیبانی فیلم در میانهٔ فیلمبرداری دست کشید. به گفتهٔ آنتونیونی "کار به جایی رسیده بود که ما دیگر غذایی برای خوردن هم نداشتیم تعدادی از کارگران فیلم ما را رها کردند و اگرچه ما توانستیم به جایشان دسته‌ای دیگر را به کار گیریم اما آن‌ها نیز ما را به خود واگذاشتند و رفتند. من بیست هزار متر فیلم داشتم و هنرپیشه‌هایم با من ماندند. پس من خود دوربین به دوش برده و فیلمبرداری را ادامه دادم" سرانجام تهیه‌کننده‌ای دیگر برای فیلم پیدا شد.
فیلم «ماجرا» که بسیاری آن را شاهکار آنتونیونی می‌دانند، فیلمی ست که زبان سینما را دگرگونی و تازگی داد و میدهٔ گردش کارهای کارگردانی آنتونیونی گشت. اگرچه هنگامی که این فیلم در جشنوارهٔ ۱۹۶۰ کان به نمایش آمد بسیاری از تماشاگران آن را هو کردند و گروهی از آنان به خشم از نمایشکده بیرون شدند. کارگردان و هنرپیشه‌های فیلم در نخست می‌پنداشتند که برای همیشه آیندهٔ کاریشان تباهی گرفته است. اما اندکی دیرتر از آن شب روبرتو روسلینی و گروهی دیگر از نامداران سینمای ایتالیا آوایه‌ای نوشتند و آن را روز دیگر پخش نمودند. در آوایه چنین آمده بود: "با آگاهی از ارجمندی تکتایانه فیلم ماجرا میکل آنجلو آنتونیونی و افسرده از پدیدهٔ دشمنانه‌ای که از آن برخاست. دستینه گذاران زیرین که همگی از بازکاوان و دست‌اندرکاران سینمای اند آهیخته سر برآنند تا که سازندهٔ این فیلم را بستایند." و آنگاه بود که افسانهٔ "ماجرا پدیدار شد، فیلمی که تماشاگران کان هویش کردند و با این همه برندهٔ پاداشن ویژهٔ داوران جشنواره شد. در ۱۹۶۱ ماهنامهٔ انگلیسی، "Sight and Sound"، با دید جویی از ۷۰ نفر از بازکاوان فیلم در سراسر جهان نه تنها "ماجرا را آفرین گفت که بل آن را به آوند دومین از همیشه بهترین فیلم‌ها، پس از "همشهری کین" اورسن ولز، برگزید.
پس از «ماجرا» آنتونیونی دو فیلم دیگر «شب» برندهٔ جایزه خرس طلایی جشنوارهٔ فیلم برلین سال ۱۹۶۱ و کسوف را ساخت. «شب» داستان «جووانی» نویسنده‌ای به‌خودپرداز (با بازی مارچلو ماسترویانی) و «لیدیا» همسر بیزار شده‌اش (با بازی ژن مورو) را باز می‌نماید. این فیلم به آرامی پژوهشی ست تلخ از درهم ریختگی پیوندهای نودین و تنهایی‌های نهادین مردمان نو. پایان به‌یادماندنی فیلم یکی از بهترین‌ها در کارهای آنتونیونی ست که به شیوایی نود بیگانگی را در همگانگی‌های امروزین نمایان می‌کند. فیلم «کسوف» در ۱۹۶۲ داستان «ویتوریا» دختر برگردان‌کنندهٔ زبان (مونیکا ویتی) را می‌گوید که پیوند گسسته از دوست پسرش با جوانی به خودبس در بازار برگه‌های بهادار (آلن دولون) آشنا می‌شود. واژگونی بازار برگه‌های بهادار رم پس زمینه‌ای جستجویی سست و سبک مایه می‌شود برای یافتن نود شیدایی و میانوایی. فیلمبرداری امپرسیونیستی سیاه و سفید «جیانی دی ونانزو» Gianni di Venanzo چشم‌اندازی جادوکننده از ناخشنودی و از خود بیگانگی می‌آفریند؛ و پایان این فیلم دگرباره بس گفتگوبرانگیز می‌گردد. چراکه فیلم در پایان خود کسگانه‌های نخست خویش را رها می‌کند و به جای آن با پیوستن ۵۸ انداز، که بیشترشان از گوشهٔ خیابانی گرفته شده‌اند که در آنجا دو دلباخته یکدگر را می‌دیدند فیلم به انجام می‌رسد و این اندازها از آبی است که از بشکه‌ای نشت می‌کند، ترمز اتوبوسی است که جیغ می‌کشد، فواره یی است که بسته می‌شود و هواپیمایی ست که بر فراز آسمان گم می‌شود؛ و به انجام گوشهٔ از خیابان تاریک و تهی می‌گردد و دوربین به یک سپیدی خیره می‌شود که روشنایی یک چراغ خیابانی را در سپیدایی خود می‌زداید. به‌گفتهٔ آنتونیونی او می‌خواهد که «کسوف همهٔ نود و ناک‌ها را» نشان دهد؛ و «شاید که میاناها یی در این پایان باشد اما آن‌ها برای همهٔ ما یکی نیستند».
در ۱۹۶۴ آنتونیونی نخستین فیلم رنگی خویش به نام «صحرای سرخ» را ساخت. فیلم داستان زن خانه‌دار آسیمه‌سری را می‌گوید (با بازی مونیکا ویتی) که هنوز از دهشت برخورد بیمناک خودرویش به درمان نیامده است. او تن‌آمیزی کوتاه دارد با کارخانه داری که همسرش (با بازی ریچارد هریس) برای او کار می‌کند. نو آوری ویژهٔ آنتونیونی در این فیلم آنست که او برای نشان دادن نودش روانی و پریشانی زن داستان دستور داده بود تا اتاق‌ها، خیابان‌ها، درخت‌ها، گیسوان و حتی سیب‌ها را رنگ کنند و این رنگ‌آمیزی برای آنکه ناترازی و آشفتگی روانی او را نمایانتر کند در صحنه‌های دیگر رنگ‌های دیگر می‌گرفت.
در میانهٔ سال‌های دههٔ ۱۹۶۰ آنتونیونی بس شناخته شده بود و فیلم‌هایش در جشنواره‌های گوناگون در سراسر جهان به پرده درآمده و کارهایش مایهٔ بازکاوی و پژوهش سینماشناسان جهان گشته بود. چنین آوازه اش بود که هالیوود را بدرگاه او کشانید و شگفت آنکه او با بنگاه فیلم MGM پیمان ساختن سه فیلم را دستینه گذاشت.

### سه‌گانهٔ هالیوود در دههٔ ۱۹۷۰ و دوران خاموشی
نخستین از فیلم‌های هالیوودی او «آگراندیسمان» به زبان انگلیسی و با بازی دیوید همینگز و ونسا ردگریو بود. اگرچه این فیلم با شتاب تند گام و داستان آشنای خود از سبک آهسته گام و داستان‌های دیر آشنای آنتونیونی دورتر می‌نمود، ولی هنوز از آن پیچیدگی و پریشانی ویژهٔ فیلم‌های پیشین او نشانی داشت. این فیلم داستان عکاسی ست سردنود و تنها که چنین پدیدارست که درگذار خویش از کالبد کشته‌ای پنهان در چشم‌اندازی عکس گرفته است. در پس زمینهٔ داستان مایه‌های تن بارگی و زرق و برق و داروهای انگاره‌آور آگهی از گندوایی روزگار می‌دهند و بندوبست‌های پوک آن و کارگردان درین پیرامون به بررسی گشته‌ها و ترازشان با انگاره‌ها می‌پردازد. آیا براستی کسی کشته شده است؟ و اگر که راست است آن راستی را چه ارزشی است و چه برازشی؟ و چه ناهمگونی است میان انگارهٔ کشتن و خود کشتن؟ پایان فیلم «آگراندیسمان» پایانی اندیشه زاست که در آن بازیگران تنیس بدون توپ ادای بازی درمی‌آورند؛ و تماشاگر به جای دریافت چارهٔ داستان به پرسیدن بیشتر وادار می‌شود.
در ۱۹۷۰، پس از آنکه فیلم "آگراندیسمان" از سوی تماشاگران پذیرفته شد و در بازار با فروش سودآوری روبرو شد، آنتونیونی به آمریکا آمد تا نخستین فیلم پرهزینهٔ خویش "قلهٔ زابریسکی" را دربارهٔ جنبش پرخاش دانشجویی بسازد. او دستهٔ از هنر پیشگان ناشناس را برای این فیلم بکار گرفت و بر آن شد تا خود درون آمریکا را بازیابد و آنچه او یافت هم زیبایی بود و هم افسردگیی پنهان در مردمانش، در بزرگراه‌هایش، در نگارتخته‌ها ی بزرگ آگهی‌هایش در دوسوی جاده‌ها، و در چشم‌انداز گستردهٔ "درهٔ مرگ". بلندی زابریسکی بر لبهٔ "کوه‌های سوگواری " the Funeral Mountains در کالیفرنیا برفراز چشم‌اندازی رنگین و دست نخورده از تپه ماهورهای "درهٔ مرگ" زمینه‌ای می‌شود برای کاوش آنتونیونی از جستجوی بیگناهی ای از دست شدهٔ آمریکا. به همراه آهنگ‌های "پینک فلوید" و "گریتفول دد" The Grateful Dead این فیلم داستان "مارک"، پسر شورشی خانواده‌ای توانمند را دنبال می‌کند که پس از آنکه یک پرخاش دانشجویی به خشونت می‌انجامد با هواپیمایی دزدیده شده به "درهٔ مرگ" پرواز می‌کند و در آنجا به "داریاً یک دختر جوان دستیار برمی‌خورد.
بر واژ با سودآوری فیلم «آگراندیسمان»، «قلهٔ زابریسکی» با شکست در فروش و با زیانی بزرگ برای بنگاه فیلم MGM انجامید. آنتونیونی در خودشکسته و سرخورده برای پنج سال خاموش ماند و اگرچه «مسافر/ حرفه: خبرنگار» فیلم ۱۹۷۵ او (با بازی جک نیکلسون) یکی از ارجمندترین فیلم‌های دههٔ ۱۹۷۰ شناخته شد، آیندهٔ کاری او برای همیشه تیره گردید. «مسافر» داستان «دیوید لاک» گزارشگر سرخورده و دیر باور تلویزیونی است که به آفریقای اپاختر آمده تا جنگ‌های در میهنی را دنبال کند. مردی در میهمان سرایش مرده ست و او خود را به جای آن مرده وانمود می‌کند؛ و از اینروست که اندکی از آن پس می‌باید که با مردمانی ناشناس و دوستان و همسری بیگانه که به‌جستجوی آن مرده آمده‌اند روبرو شود و مدارا کند. و این فیلمی بود اندیشناک و پر پریش که کسایی مردمان و سرشت و سرنوشتشان را به پرسش می‌گرفت و مرز میان گشته‌ها و انگاشته را می‌آزمایید. هفت دقیقهٔ سترگ و شگرف پایانی این فیلم، که سرانجام «لاک» را در یک برداشت تک و دراز نشان می‌دهد، یکی از گفتگو برانگیزترین انداخت‌های تاریخ سینماست. دوربین از اتاق او بیرون کشیده می‌شود و در حیاط به پرسه می‌رود و مردمان و چیزها به درون انداز می‌آیند و برون می‌شوند تاکه دوربین در چرخهٔ خود به اتاق بازمی‌گردد و لاک را مرده می‌یابد.

### چرخهٔ بازگشت و فیلم‌های دههٔ ۱۹۸۰ و چرخهٔ ناتوانی
پس از «ره نورد» آنتونیونی آشکار نمود که می‌خواهد چند هنگامی را به آموختن ارته‌های نو بپردازد. اما پس از پنج سال «مونیکا ویتی» از او خواست که بازگردد و فیلم ایتالیایی تلویزیونی «اسرار اوبروالد» را بسازد. این فیلم که با ویدئو گرفته شده و سپس بروی نوار فیلم برگردان گشته است بس سبک‌تر و کم مایه تر از فیلم‌های پیشین او بود اما به گفتهٔ آنتونیونی به او پروای آن داد تا که «از یازش پر نگرانش به زیبایی و درستخویی و از فزون خواستی بیمارگونه اش به خودآشکارسازی برای چندگاهی بگریزد» این فیلم برندهٔ جایزه نوار سیمین برای جلوه‌های بصری از جشنواره فیلم ونیز در ۱۹۸۰ شد.
آنتونیونی با فیلم پایانی خویش «شناسایی یک زن» در ۱۹۸۲ به هوای فیلم‌های پیشین اش و کاوش در شکنندگی پیوندها ی دلبستگی وتن بارگی و به پرسش کشیدن کسایی بازگشت. در این فیلم «نیکولو» فیلمسازی جداشده از همسرش به‌جستجوی زنی است همه براز برای بازی در فیلمش که همچنین بتواند تا جایگزین همسرش گردد. اوآمیزشی نه چندان آسان با «آیدا» هنرپیشه‌ای جوان و «ماوی» زن زیبایی از ردهٔ والاتباران را آغاز می‌کند ولی این هردو پیوست او را به سرگشتگی ژرف فرو می‌کشاند و نودی از بیچارگی در همهٔ فیلم نشت می‌کند؛ و در یکی از بیاد ماندنی‌ترین دیدزارهای فیلم «نیکولو» و «ماوی» به هنگام رانندگی در یک بزرگراه در مه‌ای رازگونه فراپوشیده می‌شوند. هنگامی که «شناسایی یک زن» در جشنوارهٔ فیلم نیو یورک به پرده آمد او در پاسخ به خرده گیرانش در گفتگویی با لس آنجلس تایمز گفت «من در درازای بلند هنگام کارهایم در رویارویی با بسیاری از بینش‌ها و دشواری‌ها زندگی کرده‌ام که دیگر برایم تا اندازه‌ای بی ارزشند». «شناسایی یک زن» به فرجام باآمیزه از پاره‌ای فراوایی و پاره‌ای دل انگیختگی viscersl در ایتالیا فروشی بس سودزا داشت و در ۱۹۸۲ برندهٔ پاداشن سی و پنجمین سالگرد جشنوارهٔ فیلم کن گردید.
در ۱۹۸۵، هنگامی‌که آنتونیونی در پردازش به فیلمی کوتاه از یکی از داستان‌هایش بود به افند قلبی دچار شد و ان کار را بناچار به یکسو نهاد؛ و سال پس از آن برای دومین بار زناشویی گرفت و سپس با همسر تازه‌اش «انریکا فیکو» در آپارتمانی در رم به آرامی به زندگی پرداخت. اما اینک او بسختی سخن می‌گفت و بخش بزرگی از کارهای کارگردانی اش را به یاری «انریکا» انجام می‌داد که او دستورهای آنتونیونی را برای بازیگران روشن می‌کرد. درین گاهان آنتونیونی یک فیلم گواهاک تلویزیونی از جام جهانی ۱۹۹۰ ساخت و سپس در ۱۹۹۵ فراورکنندگان ایتالیایی او را از بازنشستگیش کشانیدند تا که فیلمی بر پایهٔ نسکی از داستان‌هایش بسازد. این فیلم «در فراسوی ابرها» نام داشت که با یاری کارگردان آلمانی ویم وندرس ساخته شد. آنتونیونی با این فیلم پرده‌ای روشن از نودها و ناک‌ها می‌تند که نیازشی است در چهار بخش از شیدایی و از دست رفتگی و چنین می‌نماید که این فیلم بهرهٔ همهٔ دل نگرانی‌های زندگی هنری او ست. «در فراسوی ابرها» در جشنوارهٔ فیلم ونیز برندهٔ پاداشن بازکاوان میان میهنی گردید. در همان سال او پاداشن اسکار را برای همهٔ دستاوردهایش در چرخه‌های زندگی دریافت کرد.
در ۲۰۰۴ با همکاری «استیون سودربرگ» و کارگردان هنگ کنگی «ونگ کار-وی» سه‌گانهٔ «پتیار» Eros را ساخت که دربارهٔ شیدایی و تن بارگی بود. او همچنین فیلم کوتاه «نگاه میکل آنجلو» Lo Sguardo di Michelangelo را ساخت که فیلمی آرام و نیایشی دلپذیر از تندیس موسی ساختهٔ میکل آنجلو در کلیسای سن پیتر رم بود.
آنتونیونی روز دوشنبه ۳۰ ژوئیه ۲۰۰۷ (۸ مرداد ۱۳۸۶) در خانه‌اش در رم درگذشت و در همان روز بود که مرگ اینگمار برگمان را نیز درربود.

## داوری
فیلم‌های آنتونیونی ساختاری پیچیده دارند که بر انگیزانندهٔ کاوش و پژوهش اند در میانای فریبایشان. این کارها ی نا آشکار و رازدار پرسش‌هایی دشوار را بهانه می‌شوند، و در برابر چاره جویی‌های آسان پایداری می‌کنند. راستاهای آشنای داستانی جای خویش را به انگاشت‌های جدا از هم می‌دهند و بازی‌های ناپیوسته و نا بجایشان گونه‌ای از ایستایی را بهره می‌آورند که پرداخته به اندیشارهای بی چهر و نود و ناک‌های سایه وارند؛ و چنین ست که تماشاگر در رویارویی با این درنگ، خواسته و ناخواسته می‌باید از انگاشت ناپیوستهٔ خویش به فیلم یاری جوید؛ و این سرخوردگی و یخ زدگی از نارسایی پیام و ناتوانی و ناشدایی رسانیدن پنداشت ست که سرنوشت کسگانه‌های آنتونیونی را سرانجام می‌دهد و آنان که در به خود بیگانگی خویش دچارند و ناتوانند از یافتن هیچ چاره بناچار یا ناپدید می‌شوند، یا از همه چیز دست می‌کشند و به سرنوشت خویش تن می‌نهند یا که می‌میرند. اندیشار رها کردن در آفرینندگی آنتونیونی ساختاری کانونی است. او بودنی‌ها را از بودن بازمی‌دارد تا به نبودنی‌ها آشکاری دهد. برای نمونه راجر ایبرت در واکنش به این گفتگو در فیلم "ماجرا"—به من بگو دوستت دارم و دوستت خواهم داشت. بگو دوستت ندارم و دوستت نخواهم داشت—می‌نویسد " در آن هنگام که این گفتگو در میانهٔ ژرف فیلم "ماجرا میکل آنجلو آنتونیونی به گوش می‌رسد دیگر این برخورد هیچ پیوندی با دوست داشتن ندارد و آن بیشتر به تلاشی می‌ماند برای وقت کشی. مانند یک فال ورق یا انداختن سکه‌ای برای شیرو خط. حتی ممکن است که این کس‌ها یکدگر را دوست دارند یا می‌توانند همدیگر رادوست داشته باشند یا یکدگر را دوست داشته بودند؛ یا دوست خواهند داشت. به گفتهٔ "پالین کیل" آن‌ها سطحی تر از آنند که به راستی تنها باشند؛ و کسانی هستند که می‌کوشند تا از ناخرسندی پوچی شان به یکدگر پناه آورند و آنگاه درمی یابند که باز برای دیگر بار ناخرسندند"
َشاید این پیچیدگی کارهای آنتونیونی مایهٔ آن بود که حتی سینماشناسی چون اینگمار برگمان کارگردان نامی سوئد در خرده‌گیری بر او بگوید: "او تنها دو شاهکار آفریده، و بازماندهٔ کارهایش را می‌توانید نادیده بگیرید. یکی از آن دو "آگراندیسمان" است که من آن را بارها دیده‌ام و آن دیگری "شب" است که همچنین فیلم زیبایی ست اگرچه آن بیشتر از برای ژان موروی جوان است. در گردآورده‌ام من یک نسخه از "فریاد" را دارم، و نفرینی چه فیلم خسته‌کننده ایی. میانا اینکه چه اهرمنانه اندوهناک. می‌دانید، آنتونیونی هرگز این پیشه را فرا نگرفت. او همهٔ تلاش خودرا به انگاره‌های تکی می‌پردازد، هرگز در نمی‌یابد که فیلم روانه‌ای آهنگین از انگاره هاست، یک روندار. به راستی در فیلم‌هایش دم‌هایی درخشان به چشم می‌آید. اما برای نمون من هیچ گونه نودشی برای "ماجرا ندارم. تنها نود من بی گونگی ست. من هرگز در نیافتم چرا برای آنتونیونی این همه به ستایش دست می‌زنند؛ و از دید من ستارهٔ دلاویز او مونیکا ویتی هنرپیشه‌ای ناسزا بود.
ولی به گفتهٔ پیتر برونت Peter Brunette" فیلم‌های آنتونیونی همواره پیمان داشتن میانا Meaning را با خود دارند. نیاز به برداشت در رویارویی بازکاوان با فیلم‌های دشوار و پیچیده‌ای همچون "ماجرا یا "صحرای سرخ" و دیگر فیلم‌های این دوره بس آشکارست. اما از آن پس در فیلم‌های "آگراندیسمان" و "مسافر" کار انگارگی، خود به آوند بخشی از انگارهٔ داستان به پیش زمینهٔ فیلم آمده و خود پاره‌ای از ماجرای فیلم می‌شود. این کار بازشناسی انگاره‌ای تماشاگر، دیگر باره، به خود کسگانه‌های فیلم بازگردانده می‌شوند. برای نمون کسگانه عکاس در فیلم "آگراندیسمان" و کسگانه گزارشگر در فیلم "مسافر" به کوشایی می‌بایست که برداشت خود را از زمینه‌ها و جهان در پیرامونشان بازیابند … بسی از فیلم‌های آنتونیونی را می‌توان همچون گردآورده‌ای از نشانه‌ها دید که نشان‌شده‌ای ناآشنا دارند (و این خود شناسایی بدی از جهان نیست). و این انگیزه، این نیاز به برداشت، تا بتوان یک آزموده را دریافت حتی در ردهٔ یک اندازش کوتاه فیلم‌های او هویداست. چه بسا که بخش‌های بارز داستان و آگاهی‌های مورد نیاز برای دنبال‌گیری داستان پنهان نگاه داشته شده ست و بهرهٔ آن اینست که پدیداری پشت سرهم چشم‌اندازهای رازگونه فشار بیشتری برای برداشت انگارگی می‌آورند.

میکل آنجلو آنتونیونی و کامران شیردل در چهارمین جشنواره جهانی فیلم تهران

و کسگانه‌های فیلم او بزودی در می‌یابند که همهٔ مانده از آنچه که "واقعی" و "طبیعی" و "مستقیم" بود از جهان آنتونیونی رخت بربسته است. همه به انگارگی ا ی واگذار شده‌اند که چه برای تماشاگر و چه برای کسگانهٔ فیلم پایان ناپذیر ست؛ و بنابراین فیلم تمرین آن می‌کند که جیانی واتیمو فیلسوف ایتالیایی آن را "انگارپذیری بی‌نهایت واقعیت" خوانده ست؛ و همانگونه که "جیان پیرو برونتا" Gian Piero Brunetta تاریخ‌نویس سینما پدیداری می‌دهد در فیلم‌های آنتونیونی "چیزها در بودن نمادین شان نشانه‌های نشانه‌ها می‌شوند." چیزها در فیلم او، از این روی، بودن کسگانه‌های فیلم و رازهای آنان را به خود می‌گیرند و از سوی دیگر کسگانه‌ها خودشان خشکی آن چیزها و نشانه‌گری نمادین هستی آن‌ها را به خود می‌گیرند."

## در ایران
آنتونیونی در ۱۳۵۴ (۱۹۷۵) با پیشهٔ خبرنگار به جشنواره جهانی فیلم تهران آمد و با پذیرایی بسیار دوستداران کارهایش در ایران روبرو شد.

## فیلم‌شناسی
| سال  | نام فیلم                          | عنوان ایتالیایی              | یادداشت                       |
| ---- | --------------------------------- | ---------------------------- | ----------------------------- |
| ۱۹۴۳ | مردم پو                           | Gente del Po                 |                               |
| ۱۹۴۸ | مردان غبار                        |                              |                               |
| ۱۹۴۸ | اولتر لوبلیو                      | Oltre l'oblio                |                               |
| ۱۹۴۹ | خرافات                            | Superstizione                |                               |
| ۱۹۴۹ | دروغ‌های عشق                       | L'amorosa menzogna           |                               |
| ۱۹۴۹ | بومارزو                           |                              |                               |
| ۱۹۵۰ | خانه اشباح                        | La villa dei mostri          |                               |
| ۱۹۵۰ | بند فالوریا                       | La funivia del Faloria       |                               |
| ۱۹۵۰ | وقایع نگاری یک عشق/ داستان یک عشق | Cronaca di un Amore          |                               |
| ۱۹۵۳ | بانویی بدون گل‌های کاملیا          | La Signora Senza Camelie     |                               |
| ۱۹۵۳ | شکست خوردگان                      | I Vinti                      |                               |
| ۱۹۵۳ | عشق در شهر                        | L'amore in città             |                               |
| ۱۹۵۵ | رفیقه‌ها                           | Le Amiche                    | جایزه شیر نقره‌ای جشنواره ونیز |
| ۱۹۵۷ | فریاد                             | Il Grido                     |                               |
| ۱۹۵۹ | نشانه رم                          |                              |                               |
| ۱۹۶۰ | ماجرا                             | L'Avventura                  |                               |
| ۱۹۶۱ | شب                                | La Notte                     | جایزه خرس طلایی جشنواره برلین |
| ۱۹۶۲ | کسوف                              | L’Eclisse                    | جایزه هیئت داوران جشنواره کن  |
| ۱۹۶۴ | صحرای سرخ                         | Rosso Il Deserto             | جایزه شیر طلایی جشنواره ونیز  |
| ۱۹۶۵ | سه چهره یک زن                     | I tre volti                  |                               |
| ۱۹۶۶ | آگراندیسمان                       | Blow-Up                      | نخل طلایی جشنواره کن          |
| ۱۹۷۰ | نقطه زابریسکی                     | Zabriskie Point              |                               |
| ۱۹۷۲ | چونگ کو                           | Chung Kuo, Cina              |                               |
| ۱۹۷۵ | حرفه: خبرنگار/ مسافر              | The Passenger                |                               |
| ۱۹۸۰ | اسرار اوبروالد                    | Il mistero di Oberwald       |                               |
| ۱۹۸۲ | شناسایی یک زن                     | Identificazione di una donna |                               |
| ۱۹۹۵ | فراسوی ابرها                      | Al Di La Delle Nuvole        |                               |
| ۲۰۰۴ | اروس                              | Eros                         |                               |